# Melany Hernández
Melany Hernández Torres (26 luglio 1998) è una tuffatrice messicana.

## Carriera
Ha partecipato ai Campionati mondiali di nuoto 2015 nel trampolino sincronizzato da 3 metri femminile e alle Olimpiadi 2016. Nel 2019 ha vinto ai campionati mondiali di nuoto 2019 la medaglia di bronzo.

## Palmarès
- Mondiali

Gwangju 2019: bronzo nel sincro 3m.